# 小長井町
小長井町（こながいちょう）は、もとは長崎県北高来郡に属していた自治体であったが、１市５町が合併し、現在は諫早市に属する有明海側の佐賀との県境にある、長崎県の出入り口の町の１つ。
2005年（平成17年）3月1日に諫早市、多良見町、森山町、飯盛町、高来町と合併、新生諫早市の一部となった。町名の小長井とは町内の小川原浦、長里、井崎の3地区の頭文字から採られた合成地名である。
2022年（令和4年）に地元の有志で結成された『こながい町おこし隊』により、小長井の歴史上初となるポータルサイト【こなガイド】が制作・公開。
2023年（令和5年）に上記町おこし隊主催で小長井町初となるフェスイベント【こなフェス（小長井フェスティバル）】が開催され、第１回目となった『こなフェス2023〜フェスよ、来い！〜』には約2,600人が来場。
長崎のすみっこにして佐賀県との玄関口、熊本県とは有明海を挟んだ位置にある特有の地理から育まれた方言は、長崎県下の他の市町とは一線を画す、非常にユニークな『小長井弁』（通称：ぎゃー弁）が方言として地元の人々の間で使われている。

## 地理
- 山：毘沙天岳
- 高原：風配高原（山茶花高原）
- 河川：長里川、船津川
- 溜池：田原溜池、山茶花溜池、山の神の堤（山神溜池）
- 港湾：小長井港

## 沿革
- 1889年（明治22年）4月1日 - 町村制施行により、小川原浦村・長里村・井崎村が合併し北高来郡小長井村が成立する。
- 1966年（昭和41年）11月1日 - 町制施行し小長井町となる。
- 2005年（平成17年）3月1日 - 諫早市、多良見町、森山町、飯盛町、高来町と合併して新しい諫早市となり[1]、小長井町は自治体として消滅。
- 2022年（令和4年）12月26日 - 小長井町初のポータルサイト【こなガイド】が公開。

## 地名
名を行政区域とする。小長井町では名の名称に大字（小川原浦・長里・井崎）を冠していたが、1959年に大字を廃止した。
諫早市（2代目）発足時に「名」の文字を削除し、旧来の名の名称に「小長井町」を冠した町名に変更された。
大字小川原浦
- 小川原浦名（おがわはらうら）
- 新田原名（しんたばる）
- 田原名（たばる）

大字長里
- 打越名（うちごし）
- 大搦名（おおがらみ）
- 大峰名（おおみね）
- 川内名（こうち）
- 古場名（こば）
- 牧名（まき）

大字井崎
- 井崎名（いざき）
- 遠竹名（とおだけ）

## 教育

### 中学校
公立
- 小長井町立小長井中学校

私立
- 椿原中学校

### 小学校
公立
- 小長井町立小長井小学校
- 小長井町立長里小学校
- 小長井町立遠竹小学校

私立
- 聖母の騎士小学校

## 交通

### 鉄道
- 九州旅客鉄道（JR九州）
  - 長崎本線
    - 小長井駅 - 長里駅 いずれも普通列車のみが停車する。本数は上下線とも一日10本程度と少なく、並行する長崎県営バスの方が毎時1〜3本と多い。

### 道路
- 国道207号

## 名所・旧跡・観光スポット
- 小長井のオガタマノキ（国の天然記念物）[2] - オガタマノキ
- 長戸鬼塚古墳
- 山茶花高原ピクニックパーク
- フルーツバス停　-　国道207号沿いにあるバス停。1990年（平成2年）に開催された長崎旅博覧会で、長崎県の玄関口として訪れる人たちの心を和ませるために当時の小長井町が整備したもの[3]。 このフルーツバス停のアイデアの元になったのは、グリム童話シンデレラに登場するカボチャの馬車。イチゴやメロン、ミカンなど 全5種類16基のフルーツを模ったバス停が国道沿いを中心に設置されている。 2022年に地元の有志で結成された『こながい町おこし隊』制作の、小長井町初となるポータルサイト【こなガイド】内に、全16基、400枚以上ものフルーツバス停の映え写真を集めた『フルーツバス停写真館』が開設され、インターネット上でもジャンル別、四季折々の写真が閲覧可能。 地元の子ども達のデザインを基にしたフルーツバス停犬・猫のLINEスタンプも販売されている。